# Agar.io

這只顯示了Agar.io游戏地圖的一小部分。這张截圖上有四個细胞。其中一個细胞是網絡迷因的Doge。

《Agar.io》（中国大陆通译为“细胞吞噬”）是马特乌斯·瓦拉达里斯制作，2015年4月推出的网页大型多人动作游戏。玩家在地图中，控制自己的细胞尽可能吞噬其它小细胞，并躲开大细胞的吞噬。游戏名“Agar.io”源自“agar”一词，即培养细菌的琼脂（洋菜）。
《Agar.io》获得正面评价。媒体主要称赞游戏的简单、有对抗性，以及其机制，批评声集中于游戏系统单调。游戏Steam下载版的制作消息于2015年5月公开，iOS和Android版由Miniclip于同年7月发行。這個遊戲也開啟了一波「.io類遊戲」的潮流，讓多人競技、具備成長機制、快速重生的特色成為了2015年起數年的網路遊戲特色。

## 游戏设定
Agar.io的遊戲目標是透過操縱自己的細胞來吞噬隨機產生的小球和比自己小的細胞、同時避免自己被更大的細胞吞噬。
由於小細胞的速度永遠比大細胞來的快，所以大細胞要透過「分裂」將自己分散成數個小細胞以便吞噬小細胞。但分裂的風險很高，有可能分裂后未能吃掉敵人反而被吞。而玩家需要餵鋸齒球，使鋸齒球分裂出去攻擊敵人。如果對某方向鋸齒球餵，則鋸齒球會往該方向分出一顆鋸齒球。質量越大速度越慢，質量越大減損質量的速度也越快，所以必須要繼續進食才能維持及增加質量。

### 自由模式
自由模式（英語：FFA Mode，為Free-For-All Mode簡稱），是遊戲於2015年4月26日開放的第一種模式，亦是此遊戲最原始的一種模式。FFA模式模式不設任何規限，玩家可以隨意吃掉其他玩家來使自己壯大。

### 團隊模式
團隊模式（英語：Teams），共分成三色紅、藍、綠不同隊伍，由系統分發玩家到隨機一色隊伍裡（不一定，視乎各隊隊員數量），一樣是吃其他玩家來壯大自己，但不能吃自己隊友（同色玩家），而且還會阻礙去路。 但2019年，這個團隊模式變成了時間競爭，當計時器結束時， 就統計紅、藍、綠三組吞噬細胞所得的分，得分最多的一隊勝出。

### 實驗模式
實驗模式（英語：Experimental），與FFA類似，惟多出一種咖啡色刺球，此種刺球旁邊會長出豆豆，如果尺寸大於咖啡色刺球，效果跟吃掉綠色刺球（病毒）一樣，會遭受到分裂。如果尺寸小於咖啡色刺球，不小心掉入則會死亡。但如果跟這種咖啡色刺球幾乎是一模一樣的話，則可以隱藏自己或是隱藏細胞。

### 派對模式
派對模式（英語：Party），是用實驗模式的系統，做出一個派對連結，只要擁有該連結，即刻加入該派對，或是在派對模式時按下加入鍵（Join），即可加入。玩家亦可在派對模式時按創造鍵（Create）來產生新的派對連結。

### 競爭模式
競爭模式 ( 英語 : Battle Royale )，人數到達15人後才會開始比賽，且隨著時間的推移，空間越來越小，如果觸碰到邊界的話會被強制分裂，直到剩一個人活著為止，也有咖啡色刺球，冠軍將會獲得神秘藥水。

## 开发
《Agar.io》由19岁的巴西开发者马特乌斯·瓦拉达里斯（葡萄牙語：Matheus Valadares）制作，2015年4月28日在4chan上首次公开。游戏标题裡的“agar”意为培养细菌的琼脂。游戏编写语言为JavaScript和C++，开发为期数日。此后瓦拉达里斯持续更新游戏，并新增了经验系统、“实验”模式（测试新功能）等内容。《Agar.io》在网页版推出一周后进入Steam青睐之光，瓦拉达里斯称这是未来的免费下载版游戏。他计划为Steam版加入网页版没有的功能，如额外的游戏模式、自定义样式，以及账号系统。社群对该游戏表现了兴趣，故《Agar.io》可以登上Steam平台。
Miniclip于2015年7月8日，在iOS和Android上发行了移动版《Agar.io》。Miniclip负责人塞尔吉奥·瓦拉达称，移动版目标为在手机上“再造游戏体验”，他还称在触摸屏上重造游戏很有挑战。

## 评价
《Agar.io》获媒体正面评价。评论特别赞扬游戏简洁、有竞争性，及其系统机制。Engadget称，游戏是“对微观尺寸中，弱肉强食激烈竞争的很好抽象”。Toucharcade称赞了游戏的简洁和策略元素，并称其富有“个性”。
批评声主要针对游戏的重复单调，以及移动版的操控。Gamezebo的汤姆·克里斯琴对游戏评价一般，称游戏“没什么能吸引我注意的”，“整体而言高度重复”。Pocket Gamer评论称移动版游戏操控“飘然而动”。
在社交媒体和Twitch.tv、YouTube等节目的大量传播下，《Agar.io》很快获得成功。网页版Agar.io网站进入Alexa访问量前1,000名；移动版亦很快流行开来，首周下载量突破1,000万。
在2015年6月土耳其大选期间，有人将《Agar.io》当做政治宣传媒介；许多玩家以土耳其政党名（或影射内容）给细胞命名，同时政见相近的玩家结盟，和观点相左的玩家对战。甚至有政党将《Agar.io》的胜利画面放在宣传海报上。